# Исмаил-бий
Исмаил бий (Измаил, ног. Сымайыл; ум. декабрь 1563) — бий Большой Ногайской Орды (1555 — декабрь 1563), сын мурзы Мусы, дядя Дервиша-Али. Пришёл к власти убив своего брата бия Юсуфа; сторонник и проводник московского влияния.

## Биография
В 1554 г. он помог изгнать из Астрахани Ямгурчи и поставить царем Дервиш-Али.
После междоусобной войны одолел своих племянников, сыновей бия Юсуфа, которых выдал Москве. Царь Иван IV Грозный пожаловал мурзам Ибрагиму и Илю город Романов, что положило начало романовским служилым татарам.
В 1557 г. добился своего утверждения в качестве бия на съезде ногайских мирз и заключил союз с Иваном IV. После голода и эпидемии 1558 г. власть бия ослабла и часть улусов перешла в подданство Крымского ханства.
В 1559 и 1560 гг. вместе с казаками, по воле государя, воевал с крымскими татарами. Иван IV его очень ценил, хотя и не позволял в шертных грамотах именоваться отцом или братом государевым; одержав победу над шведами, царь послал ему в дар несколько шведских доспехов.

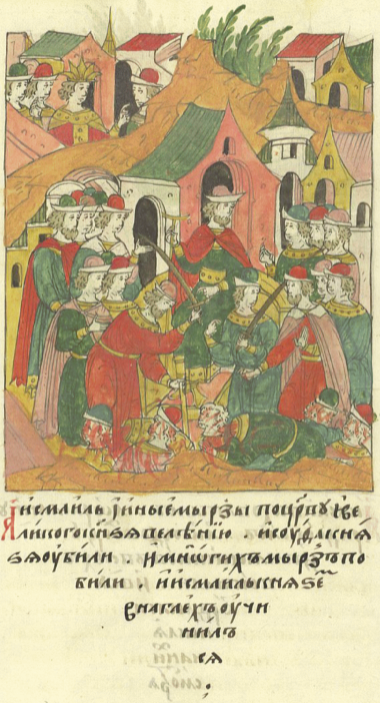
Исмаил становится главным в Ногаях, устроив казни и кровопролитие

В конце 1550-х годов Исмаил-бий назначил нурадом (своим первым заместителем) и командиром правого крыла своего старшего сына Мухаммада (ум. 1562). Должность кековата и командующего левого крыла получил мурза Бай, сын Шейх-Мамая. Динбай, третий сын Исмаила, был назначен ногайским наместником в Башкирии. Исмаил-бий готовил нурадина Мухаммада себе в преемники и просил русского царя Ивана Грозного чтить своего старшего сына, как его самого. Нурадин Мухаммад был правом рукой Исмаила и даже приезжал в Астрахань, где принёс клятву на верность русскому царю.
В 1562 году после смерти своего старшего сына Мухаммада новым нурадином и командующим правого крыла был назначен второй сын Дин-Ахмед (Тинехмат). В следующем 1563 году вторым нурадином в Поволжье был назначен Дин-Али, потомок бия Хаджи Мухаммада.
Сам Исмаил-бий со своими улусами кочевал между Яиком и Волгой. В последние годы своего правления Исмаил-бей безуспешно пытался построить для себя новую столицу в местности Кунгулуй на протоке Бузан, к востоку от Астрахани.
В декабре 1563 года Исмаил-бий скончался. Ему наследовал второй сын Дин-Ахмед (Тинехмат) (1563-1578).
Исмаил-бей имел многочисленное потомство. Среди его детей были Мухаммад, Тинехмат, Урус, Динбай, Кутлугбай, Ханбай и Джанбай, дочери и несколько малолетних сыновей.